# Бусо X фон Алвенслебен
Бусо X фон Алвенслебен (на немски; * 1468; † 4 май 1548, Витщок, Бранденбург) е благородник от „род Алвенслебен“, католически църковен дипломат, като Бусо II епископ на Хавелберг (1522 – 1548) в архиепископство Магдебург.

## Живот
Той е третият син на Гебхард XVI фон Алвенслебен († 1494), съветник в Маркграфство Бранденбург, и съпругата му Хиполита (I) фон Бюлов, дъщеря на „кнапе“ Хайнрих фон Бюлов († сл. 1478) и Маргарета фон Грабов. Братовчед е на Бусо VIII фон Алвенслебен († 1493), епископ на Хавелберг (1487 – 1493).
Както братовчед му Бусо VIII фон Алвенслебен той следва в университетите в Лайпциг (1488) и от 1492 г. в Болоня, където от 1496 г. следва също и Николай Коперник. През 1498 г. той е избран в Болоня за „Прокуратор на Немската нация“, представител на немските студенти. През 1504 г. промовира там за доктор по двете права.
През 1508 г. Бусо X става домхер на катедралата Магдебург и изпълнява различни дипломатически мисии. През 1513 г. подготвя избора на Албрехт фон Бранденбург за архиепископ на Магдебург и администратор на Епископство Халберщат. През 1514 г. той получава в Рим папското разрешение за обединяване на двете архиепископства Майнц и Магдебург.
През 1515 г. Бусо става допропст на Бранденбург, Залцведел и Стендал. Като щатхалтер на често отсъстващия кардинал Албрехт той завършва през 1520 г. катедралата на Магдебург.
През 1523 г. той става епископ на Хавелберг. Обикновено резидира в замък Платенбург във Витщок. През 1539 г. курфюрст Йоахим II фон Бранденбург се присъединява към реформацията, но Бусо пречи до смъртта си на 4 май 1548 г. за въвеждането в епископството му на приетия през 1540 г. „бранденбургския църковен ред“.
Той е последният католически епископ на Бранденбург и е погребан пред олтара на катедралата „Св. Мария“ във Витщок. Гробният му камък изчезва при реновиране през 1920-те години. Като епископ той събира колекция от реликви и ценни църковни предмети, по пример на кардинал Албрехт.
Бусо X фон Алвенслебен има двама сина, които са графове фон Халвенслебен († 1561 и 1569).
- Герб на род фон Алвенслебен
- Катедралата „Св. Мария“ в Хавелберг
- Епископската резиденция във Витщок

## Произведения
- Missale ecclesiae Havelbergensis. 1506.
- Librum statutorum ad clerum suae diocesis. 1528.

## Портрет
- Holzschnitt in George Gottfried Küster: Martin Friedrich Seidels Bilder-Sammlung. Verlag des Buchladens bey der Real-Schule, Berlin 1751, S. 21